# Bahnstrecke Camagüey–Nuevitas
| Streckenlänge: | 75 km        |                                           |                                           |
| Spurweite: | 1560/1435 mm |                                           |                                           |
| |              |                                           |                                           |
| \| \| \| Ferrocarril Central von Ciego de Avila \| \| \| \| 0,0 \| Camagüey \| Camagüey \| \| \| 1,5 \| Ferrocarril Central nach Santiago de Cuba \| Ferrocarril Central nach Santiago de Cuba \| \| \| \| Seminario Seminario \| \| \| \| \| Alambique Alambique \| \| \| \| \| Campo Aviación \| \| \| \| \| Albaisa \| \| \| \| \| Cromo \| \| \| \| \| La Caridad de Purdrc \| \| \| \| \| Altagracio \| \| \| \| \| San Serapio \| \| \| \| \| Magantilla \| \| \| \| \| Cooat \| \| \| \| 33,7 \| Minas \| Minas \| \| \| \| Queen City \| \| \| \| \| Redención \| \| \| \| 48,1 \| Lugareño \| Lugareño \| \| \| \| Zaldivar \| \| \| \| \| Moderos \| \| \| \| \| Tiffin \| \| \| \| \| Vista Alegre \| \| \| \| \| Miramar \| \| \| \| \| Ferrocarril Norte nach Morón \| \| \| \| \| Nuevitas Hafen \| \| \| \| 75 \| Nuevitas \| Nuevitas \| |              |                                           |                                           |
| Strecke |              | Ferrocarril Central von Ciego de Avila    | Ferrocarril Central von Ciego de Avila    |
| Bahnhof | 0,0          | Camagüey                                  | Camagüey                                  |
| Abzweig geradeaus, nach rechts und von rechts | 1,5          | Ferrocarril Central nach Santiago de Cuba | Ferrocarril Central nach Santiago de Cuba |
| Haltepunkt / Haltestelle |              | Seminario Seminario                       | Seminario Seminario                       |
| Haltepunkt / Haltestelle |              | Alambique Alambique                       | Alambique Alambique                       |
| Haltepunkt / Haltestelle |              | Campo Aviación                            | Campo Aviación                            |
| Bahnhof |              | Albaisa                                   | Albaisa                                   |
| Haltepunkt / Haltestelle |              | Cromo                                     | Cromo                                     |
| Haltepunkt / Haltestelle |              | La Caridad de Purdrc                      | La Caridad de Purdrc                      |
| Haltepunkt / Haltestelle |              | Altagracio                                | Altagracio                                |
| Haltepunkt / Haltestelle |              | San Serapio                               | San Serapio                               |
| Haltepunkt / Haltestelle |              | Magantilla                                | Magantilla                                |
| Haltepunkt / Haltestelle |              | Cooat                                     | Cooat                                     |
| Bahnhof | 33,7         | Minas                                     | Minas                                     |
| Haltepunkt / Haltestelle |              | Queen City                                | Queen City                                |
| Haltepunkt / Haltestelle |              | Redención                                 | Redención                                 |
| Bahnhof | 48,1         | Lugareño                                  | Lugareño                                  |
| Haltepunkt / Haltestelle |              | Zaldivar                                  | Zaldivar                                  |
| Haltepunkt / Haltestelle |              | Moderos                                   | Moderos                                   |
| Haltepunkt / Haltestelle |              | Tiffin                                    | Tiffin                                    |
| Haltepunkt / Haltestelle |              | Vista Alegre                              | Vista Alegre                              |
| Haltepunkt / Haltestelle |              | Miramar                                   | Miramar                                   |
| Abzweig geradeaus, nach links und von links |              | Ferrocarril Norte nach Morón              | Ferrocarril Norte nach Morón              |
| Abzweig geradeaus und ehemals von links · Betriebs-/Güterbahnhof Streckenende und quer (Strecke außer Betrieb) |              | Nuevitas Hafen                            | Nuevitas Hafen                            |
| Kopfbahnhof Streckenende | 75           | Nuevitas                                  | Nuevitas                                  |

Die Bahnstrecke Camagüey–Nuevitas ist eine ca. 75 Kilometer lange Eisenbahnstrecke von Camagüey nach Nuevitas in Kuba.

## Geschichte
Den Impuls zum Bau der Bahnstrecke gab der Unternehmer Gaspar Betancourt Cisneros. Der Antrag auf Erlaubnis zur Ausführung des „Camino de Hierro“ von Nuevitas erfolgte am 26. November 1836. Am 10. Januar 1837 erhielt er die Konzession mit der vom Generalkapitän der Insel Miguel Tacón y Rosique ausgestellten unbefristeten Eigentumsbescheinigung für den „Camino de Hierro“. Damit wurde die Compañía de Ferrocarril de Puerto Príncipe a Nuevitas gegründet. Puerto Príncipe ist die historische Bezeichnung von Camagüey.
Ende 1840 kam der Ingenieur Benjamin H. Wright aus New York mit Lokomotiven, Wagen und Maschinen an Bord des Schoners Adrián in Nuevitas an.
Zu Ostern 1841 trafen sich ungefähr 350 Menschen in Nuevitas zum Beginn der Arbeiten. Am 22., 27., 28. und 30. Dezember wurde über eine Distanz von 4 Meilen eine Fahrt mit einer Lokomotive, zwei Wagen und über 60 Passagieren unternommen.
1846 teilte Gaspar Betancourt Cisneros in einem Brief an José de la Luz y Caballero mit, dass 42.000 Pesos ausgegeben und 20 Meilen zurückgelegt worden seien, da 1844 50.000 Pesos von der Junta de Fomento erhalten worden waren. Der Bahnhof in Camagüey wurde 1846 errichtet.
Am Sonntag, dem 5. April 1846, wurde die Eisenbahn auf 61 km zwischen Nuevitas und Sabena Nueva eingeweiht. Am 25. Dezember 1851 wurde die Strecke auf 73 km bis Puerto Príncipe vervollständigt. Die Lokomotiven wurden mit Holz befeuert und besaßen mit einer Spurweite von 1560 mm die breiteste Spurweite in Kuba. Mit der Integration in das kubanische Streckennetz erfolgte eine Umspurung auf Normalspur.
Die elf Lokomotiven hatten Nummern und die Namen: El Lugareño, La Feliz, La Avellaneda, América, Kuba, Habana, Colón, Camagüey, Centenario, Libertad und República. Die Wagen verfügten über Plätze der 1., 2. und 3. Klasse.
Die Ferrocarril de Camagüey a Nuevitas erwirtschaftete 1920 46 Prozent der Einnahmen aus Zucker, 11 Prozent aus Passagiereinnahmen, 7 Prozent aus Melasse und 1 Prozent aus Zuckerrohr.